# Dichelesthium oblongum
Dichelesthium oblongum är en kräftdjursart som först beskrevs av Abildgaard 1794.  Dichelesthium oblongum ingår i släktet Dichelesthium och familjen Dichelesthiidae. Arten har ej påträffats i Sverige. Inga underarter finns listade i Catalogue of Life.